# Hadena mamestroides
Hadena mamestroides är en fjärilsart som beskrevs av Walker 1865. Hadena mamestroides ingår i släktet Hadena och familjen nattflyn. Inga underarter finns listade i Catalogue of Life.